# Betta kuehnei
Betta kuehnei är en fiskart som beskrevs av Anton Karl Schindler och Schmidt 2008. Betta kuehnei ingår i släktet Betta och familjen Osphronemidae. IUCN kategoriserar arten globalt som otillräckligt studerad. Inga underarter finns listade.